# The Shadow of Your Smile (песня)
«The Shadow of Your Smile» (с англ. — «Тень твоей улыбки»), также известная как «Love Theme from The Sandpiper», — популярная песня, написанная Джонни Мэнделом на стихи Пола Фрэнсиса Уэбстера. Песня была представлена в фильме 1965 года «Кулик-песочник» с соло на трубе в исполнении Джека Шелдона, а позже стала второстепенным хитом для Тони Беннетта (Джонни Мэндел также аранжировал и дирижировал его версию). Композиция получила премию «Грэмми» за лучшую песню года и премии «Оскар» за лучшую песню к фильму, а также номинацию на «Золотой глобус» в аналогичной категории. В 2004 году песня заняла 77-е место в опросе «100 лучших песен из американских фильмов за 100 лет по версии AFI».
В разное время песню также записывали Аструд Жилберту, Уэсом Монтгомери, Барбра Стрейзанд, Бобби Дарин, Джонни Мэтис, Оскар Питерсон, Элла Фицджеральд, Нэнси Синатра, Сэмми Дэвис мл., Билл Эванс, Генри Манчини, Энгельберт Хампердинк, Стиви Уандер и многие другие.